# Leptogenys punctaticeps
Leptogenys punctaticeps é uma espécie de formiga do gênero Leptogenys, pertencente à subfamília Ponerinae.